# Richie Barshay
Richard Aaron „Richie“ Barshay (* 4. Juni 1983 in Providence, Rhode Island) ist ein US-amerikanischer Jazzmusiker (Schlagzeug, Perkussion).

## Leben und Wirken
Barshay besuchte die Schule in West Hartford, Connecticut; ab sechs Jahren hatte er Schlagzeugunterricht; später studierte er an der Hartt School of Music bei Salvatore Raniello. Während seiner Highschoolzeit gehörte er dem Connecticut All-State Jazz Ensemble an und erhielt Stipendien des Lincoln Centers und des Berklee College of Music High School Jazz Festivals. Außerdem trat er in dieser Zeit mit bekannten Jazzmusikern auf, darunter Joe Lovano, Wynton Marsalis, Danilo Pérez, Hilton Ruiz, Ed Shaughnessy, Terell Stafford und Phil Woods. Ab 1996 spielt er im Raum Hartford in der Formation Latin Flavor afrokubanische Musik. In den folgenden Jahren beschäftigte er sich vermehrt mit Latin-Perkussionsinstrumenten, mit Unterstützung von George Fuentes, Wilfredo Moreno Sr. und Ed Fast. 2000 reiste Barshay nach Kuba und hatte Unterricht bei Jose Changuito Quintana. Mit Latin Flavor trat er auf Einladung von Chucho Valdés auf dem Havana International Jazz Festival auf. 2001 zog er nach Boston und studierte im Jazzprogramm des New England Conservatory of Music, ab 2002 Tabla bei Jerry Leake.
In den 2000er-Jahren arbeitete Barshay u. a. mit Chick Corea, Dan Tepfer, Danilo Pérez, Michael Winograd, Hankus Netsky, George Garzone, Jane Bunnett, Steve Davis, der Boston Jazz Composers’ Alliance und Leo Blanco. Ab 2003 begann seine Zusammenarbeit mit Herbie Hancock, als er mit dem Pianisten die Gershwin’s World-Tournee unternahm. 2007 legte er sein Debütalbum Homework (AYVA Musica) vor, mit Herbie Hancock, Jorge Roeder und Daniel Blake als Gastmusiker. Im Bereich des Jazz war er zwischen 2003 und 2013 an 27 Aufnahmesessions beteiligt.